# نهان‌گاه
«نهان‌گاه» (انگلیسی: Hideaway) یک رمان معمایی مهیج نوشته دین کونتز است که در سال ۱۹۹۲ منتشر شد.